# Simon Bérard
Pour les articles homonymes, voir Bérard.
Auguste Simon Louis Bérard est un homme politique, industriel et haut fonctionnaire  français, né à Paris le 3 juin 1783, mort à La Membrolle-sur-Choisille (Indre-et-Loire) le 23 janvier 1859. 

## Biographie
Simon Bérard était issu d'une ancienne famille de Provence, protestante dès l'origine, qui, durant les guerres de religion, dut chercher un refuge contre l'intolérance religieuse dans les montagnes du haut-Dauphiné. Son père, Thomas Simon Bérard, négociant, fondateur de la dernière Compagnie des Indes, embrassa les principes de la Révolution et devint capitaine dans le bataillon de la garde nationale des Filles-Saint-Thomas. Devenu suspect pour avoir cherché à protéger Louis XVI pendant la journée du 10 août 1792, il fut condamné à mort et guillotiné en 1794.
Malgré cela, son fils fut, sous la Restauration, un champion des idées libérales. Il est nommé auditeur au Conseil d'État, avant de devenir, en 1814, maître des requêtes et chevalier de la Légion d'honneur[Quand ?]. Il se signala par ses idées indépendantes et libérales, qui firent qu'il fut éloigné du Conseil d'État à la Première Restauration en 1814. 
Pendant les Cent-Jours, il fut chargé de plusieurs missions importantes, se montra dévoué à la cause de l'Empereur et reprit même possession, au nom du gouvernement, de l'Imprimerie « impériale », devenue propriété particulière en 1814. Quand les alliés revinrent, il protégea contre les exactions, au péril de sa vie, la commune d'Hyères qu'il administrait. 
Éloigné du Conseil d'État par Louis XVIII en 1815, il y fut rappelé en 1817, puis en fut définitivement exclu en 1820 sur l'ordre du ministère Richelieu en compagnie de Camille Jordan, Barante, Guizot et Royer-Collard.
À partir de cette époque et jusqu'en 1827, il consacra son activité aux progrès de l'industrie et au développement du commerce en France. Il fonda avec le fils de Chaptal la première compagnie d'éclairage au gaz, dirigea les travaux du canal Saint-Martin, créa une maison de banque à Paris pour faciliter les grands travaux d'utilité publique, fonda les forges d'Alès, et enfin entreprit de réunir, sous le nom de Galerie métallique des grands hommes français, une importante collection de médailles qui appartient maintenant au Louvre. Il devint membre de la chambre de commerce de Paris en 1825.

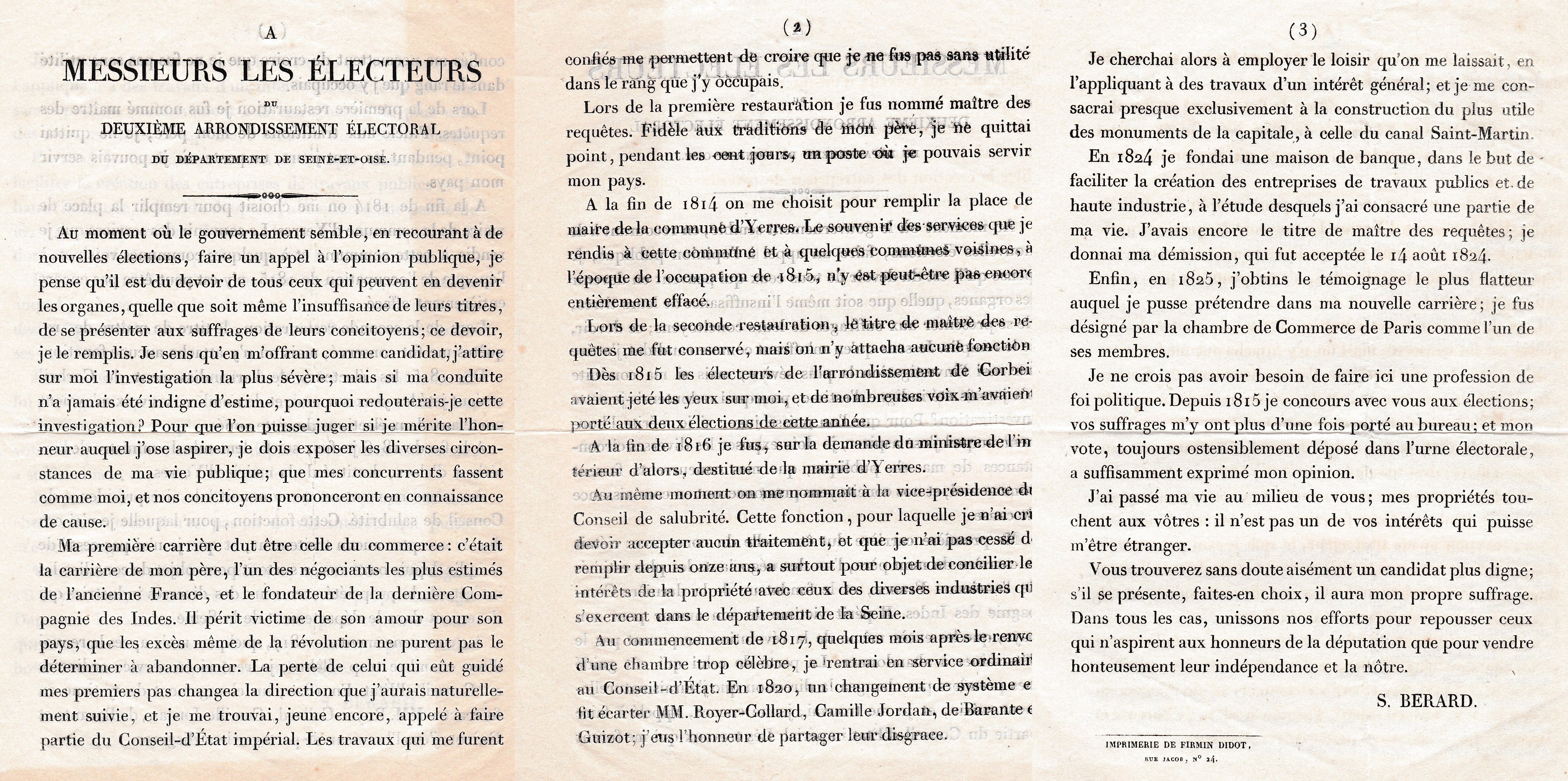
Profession de foi de Bérard pour les élections de 1827.

Le 17 novembre 1827 il fut élu député par le 2e arrondissement électoral de Seine-et-Oise (Arpajon). Il siégea à gauche dans l'opposition libérale modérée et combattit le ministère Villèle. Mais, dans les années 1828 et 1829, il négligea la tribune pour prendre part aux travaux des bureaux et des commissions. Après la chute du ministère Martignac, il signa le 18 mars 1830 l'adresse des 221, qui, en réponse au discours du trône, votèrent un refus de concours au prince de Polignac, le nouveau chef du ministère. La chambre ayant été dissoute le 16 mai et les électeurs convoqués de nouveau, il fut réélu le 12 juillet 1830.
Il était au nombre des députés qui se trouvaient à Paris lorsque parurent les ordonnances du 25 juillet 1830, qui donnèrent le signal de la Révolution de Juillet. Il se montra alors parmi les membres les plus fermes et les plus décidés de l'opposition. La popularité de certains noms, de ceux de Laffitte et de La Fayette entre autres, n'a pas fait oublier le rôle si activement décisif que joua Bérard à cette époque. 
S'étant réuni le 26 avec un petit groupe de ses collègues chez Alexandre de Laborde, il leur proposa de signer, au nom des Chambres, une protestation contre les ordonnances et d'aller la porter à Charles X. Cette proposition ne fut pas agréée et Bérard la réitéra, sans plus de succès, lors de la réunion qui eut lieu le lendemain chez Casimir Perier. « Je ne m'attendais pas, dit-il alors à Villemain, à trouver tant de poltrons réunis. » Le 28, ce fut chez lui que les députés protestataires tinrent une réunion importante. C'est chez lui que fut rédigée la protestation du 28 juillet 1830 qui fut publiée par les journaux ; c'est lui qui plaida avec le plus d'énergie la cause du duc d'Orléans ; Il fit partie de la commission de douze députés qui, au soir du 30 juillet, se rendit chez Louis-Philippe, au château de Neuilly afin de lui notifier la délibération l'appelant à la lieutenance générale du royaume.. À la Chambre, le 5 août il prononça un discours, net et précis, dans lequel il demandait la déchéance de Charles X et de sa famille et l'élévation de Louis-Philippe sur le trône sous certaines conditions, présentées sous forme de modifications à la Charte de 1814. Les changements qu'il réclamait furent tous adoptés, ce qui fit que, pendant assez longtemps, on appela la nouvelle charte « la charte Bérard ». 
À la fin du mois d'août 1830, il fut nommé directeur général des ponts et chaussées et des mines et, quelques jours après, conseiller d'État. Il fut réélu député par le 3e collège de Seine-et-Oise (Corbeil) le 5 juillet 1831 et vota jusqu'en 1834 avec la majorité conservatrice.
Mais l'indépendance naturelle de son caractère lui attira, dans ses fonctions administratives, des démêlés avec les ministres, à la suite desquels il donna sa démission. Il se retira en Touraine où il s'appliqua à la fondation d'une grande filature pour le chanvre et le lin. Au début de 1839, le ministère Molé le nomma receveur général des finances dans le département du Cher, place qu'il conserva jusqu'à la fin de sa vie.
Il avait épousé Aurore Leblanc, fille d'un chirurgien. Son fils Auguste (1813-1878) devint receveur et sa fille Julie-Caroline (1805-1892) a épousé le fils du général Mathieu Dumas (1753-1837).

## Œuvres
- Essai bibliographique sur les éditions des Elzevirs les plus précieuses et les plus recherchées, précédé d'une notice sur ces imprimeurs célèbres, Paris, F. Didot, 1822, in-8[3].
- Gratifications faites par Louis XIV aux savans et hommes de lettres, depuis 1664 jusqu'en 1679, Paris, F. Didot, 1826.
- Souvenirs de la Révolution de 1830, Paris, 1834, brochure historique.
- Lettre à mes Commettants, Paris, F. Didot, 1834.
- Aux électeurs du département de Seine-et-Oise, arrondissement de Corbeil, Paris, F didot, 1848.
- Mettray - La Membrolle, Tours, impr. Ladevèze, 1851.

### Sources
- Pierre Larousse, Grand Dictionnaire Universel du XIXe siècle, Paris, 1863-1890, 15 vol.
- « Simon Bérard », dans Adolphe Robert et Gaston Cougny, Dictionnaire des parlementaires français, Edgar Bourloton, 1889-1891 [détail de l’édition]
- « Simon Bérard », Gustave Vapereau, Dictionnaire universel des littératures, vol. 2, Paris, Hachette, 1876 [détail des éditions] (lire sur Wikisource)
- Biographie d’Auguste, Simon, Louis Bérard sur le site de l’Assemblée nationale.